# John Tavener
 Ikke at forveksle med John Taverner.
Sir John Kenneth Tavener (født 28. januar 1944, død 12. november 2013) var en engelsk komponist.
Han vandt stor anseelse hos både publikum og kritikere. Hans musik udviklede sig i en meget personlig, sammensat stil, hvor han lånte flittigt fra mange sider. Hans hymne til Jomfru Maria "The protecting Veil" for cello og strygere fra 1989 bragte ham frem i forreste række af britiske komponister.